# Le Guignolo
Pour plus de détails, voir Fiche technique et Distribution.
Le Guignolo est un film franco-italien réalisé par Georges Lautner, sorti en 1980. C'est la deuxième des cinq collaborations entre Georges Lautner et Jean-Paul Belmondo, après Flic ou Voyou, sorti l'année précédente. Suivront Le Professionnel (1981),  Joyeuses Pâques (1984) et L'Inconnu dans la maison (1992).

## Synopsis
Alexandre Dupré (Jean-Paul Belmondo) est un séducteur et surtout un voleur, expert en cambriolage et autres méthodes de larcin, et tout particulièrement en « escroquerie vaudevillesque ». Récemment libéré de prison, il fait la connaissance de Sophie Chaperon (Mirella D'Angelo), une jeune femme qui pratique le même métier que lui. Ils s'associent mais, à la suite d'un malentendu, leur première grande affaire tourne court. Dupré la quitte et prend alors l'avion pour Venise.
Au cours du voyage, il est abordé par un passager qui, sous un prétexte anodin, lui demande de passer la frontière italienne avec sa mallette. Cette mallette contient un briquet, dont il ignore qu'il cache un microfilm. Après qu'il a passé la frontière sans encombre, il se dirige vers le mystérieux passager pour lui rendre son bagage. Mais celui-ci est assassiné au même moment par un tireur embusqué.
Dupré arrive à son hôtel, sous un faux nom, et il pense pouvoir commencer tranquillement ses « affaires ». Mais il est toujours en possession de la mallette, et il ignore que celle-ci intéresse beaucoup de monde. Les choses se compliquent encore avec l'arrivée de Gina (Carla Romanelli), une ancienne amante et complice de Dupré. Et surtout, des groupes d'espions de différents pays sont prêts à tout pour récupérer le contenu de l'énigmatique mallette.

## Fiche technique
- Titre original français : Le Guignolo
- Titre italien : Il piccione di piazza San Marco
- Réalisation : Georges Lautner
- Scénario : Jean Herman
- Dialogues : Michel Audiard
- Musique : Philippe Sarde Jacques Offenbach (air du Brésilien de "La vie Parisienne")
- Décors : Jean André et Lorenzo Baraldi
- Costumes : Paulette Breil
- Photographie : Henri Decaë
- Montage : Michelle David
- Coordination des cascades : Rémy Julienne et Claude Carliez (cascades exécutées par Jean-Paul Belmondo)
- Production : Alain Poiré, Renzo Rossellini
- Pays de production :  France,  Italie
- Langue originale : français
- Format : couleur - 1,66:1
- Genre : comédie
- Date de sortie :
  - France : 26 mars 1980
  - Italie : 19 septembre 1980
- Affiche : Illustration Jean Mascii (France)

## Distribution
- Jean-Paul Belmondo : Alexandre Dupré / Vicomte de Valombreuse / Maharadjah Biboudibouchan Bardopadaïa
- Georges Géret : Joseph, dit « commandant Donnadieu », un agent des services secrets français
- Michel Galabru : Achille Sureau, un ancien complice de Dupré
- Carla Romanelli (doublée par Monique Thierry) : Gina
- Mirella D'Angelo : Sophie Chaperon / Pamela
- Von Gretchen Shepard[1] : Caroline, l'agent X-22
- Pierre Vernier : Helmut von Ofenburg
- Paolo Bonacelli : Kamal
- Michel Beaune : Louis Fréchet
- Tony Kendall : Fredo, un homme de main
- Maurice Auzel : le touriste qui fait des rimes
- Henri Guybet : Machavoine, le plombier
- Lily Fayol : Mme Schwartz, le contact
- Philippe Castelli : le concierge de l'hôtel
- Charles Gérard : Abdel Fahrad
- Anne Goddet : Irène
- Jean-François Calvé : le ministre
- Jean Luisi : un gardien de prison
- Renzo Marignano : le bijoutier
- Enzo Guarini : le commissaire (crédité sous le nom Vincenzo Guarini)
- Aldo Rendine : Urbino Alfonsi, le détective de l'hôtel
- Michel Berreur : Hussein, un homme de main
- Dona Leigh Kessler : la blonde
- Daniel Breton : Yasser, un homme de main
- Luong Ham Chau : Ohsawah
- Thang-Long : Taramushi
- Jacques Ramade : le serveur qui tousse
- Alain David Gabison : le directeur de la prison
- René Chateau : un photographe à l'aéroport (caméo non crédité)

## Box-office
Le Guignolo reste quatre semaines d'affilée en tête du box-office de Paris. Bénéficiant d'un large circuit de distribution et d'une campagne de promotion massive, le film atteint les 2 849 000 entrées sur toute la France. Tout en étant un succès, le film n'atteint pas le score de Flic ou Voyou, le précédent film du trio Belmondo-Lautner-Audiard, sorti l'année précédente.
À Paris, il totalise 692 467 entrées en 6 semaines.